# 葛城 (空母)
葛城 （かつらぎ）は、大日本帝国海軍の航空母艦。雲龍型航空母艦の3番艦。

## 艦型
艦名は奈良県にある葛城山にちなんで命名された。艦名は明治時代の葛城 (スループ)に続いて二番目となる。第二次世界大戦は前線への出撃の機会がなく、終結後の復員輸送で活躍した。
雲龍型ネームシップの雲龍とは以下のような差異がある。
- 対空機銃座の形状が、簡易化により半円形ではなく、台形の平面になり、その支柱も角形となっている[31]。防煙シールド付3連装機銃も雲龍、天城で4基だったのに対し、本艦では前方の2基だけ装備された[31]。
- 艦橋前面、羅針艦橋下の外面が天城までは曲面だったが、工事簡易化のため平面の構成となった[32]。また天城と葛城は艦橋構造物が後方に延長され、信号マストはその構造物上に立つ形になった[32]。
- 主機の生産が遅滞した為、葛城と阿蘇は駆逐艦用[注釈 6]の主機を流用し、それを2隻分搭載した。そのため、機関出力が約4800馬力低下し、速力も約2ノット低下した[33]。なお、主機変更に伴う余剰空間には重油タンクを増設した[34]。
- 対空噴進砲（十二糎二八連装噴進砲）を改良型の三十連装とするなど、対空兵器の増備[33][注釈 5]。
- 対潜のため、艦橋後部の信号檣を短縮[33]。
- 喫水が10cm浅く、排水量が330トン小さい[35]。

## 艦歴

### 建造

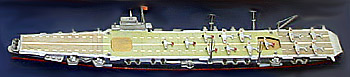
葛城の模型

1942年（昭和17年）12月8日、「葛城」は仮称第五〇〇三号艦として呉海軍工廠で起工した。1943年（昭和18年）12月20日、仮称第五〇〇三号艦に、正式に「葛城」の艦名が与えられる。同じ日に松型駆逐艦1番艦「松」等も命名されている。同日附で2隻（葛城、松）は艦艇類別等級表に登録された。
1944年（昭和19年）1月19日、昭和天皇の名代として高松宮宣仁親王（海軍大佐、天皇弟宮）臨席の元、「葛城」は進水した。同日附で佐世保鎮守府籍。
8月15日、軍令部課長川畑政治大佐は葛城艤装員長に任命される。
8月27日、呉海軍工廠の浮桟橋に艤装員事務所を設置。
同年10月15日に竣工。艤装員事務所は撤去され、川畑（葛城艤装員長）も制式に葛城艦長（初代）となる。雲龍型2番艦「天城」より約二ヶ月遅い竣工となった。

### 第一航空戦隊
鹿児島沖などで公試を行ってはいるものの、搭載する航空機と搭乗員、さらに燃料の不足により作戦活動には従事せず、決号作戦に向けて温存されていた。また第一機動艦隊（指揮官小沢治三郎第三艦隊司令長官）の空母群（第三航空戦隊《瑞鶴、瑞鳳、千歳、千代田》、第四航空戦隊《伊勢、日向》）は「葛城」竣工から5日後の10月20日に内地を出撃。10月25日レイテ沖海戦エンガノ岬沖海戦で空母4隻（瑞鶴、瑞鳳、千歳、千代田）を失った。
本艦は竣工と共に、10月1日附で再編された第一航空戦隊（司令官古村啓蔵少将）に編入されていたが、搭載航空隊のない空母群（隼鷹、龍鳳）と同じく出撃の機会はなかった。
11月15日附で第一機動艦隊および第三艦隊は解隊。それと共に残存空母も第一航空戦隊に編入され、同隊は空母5隻（龍鳳、隼鷹、天城、雲龍、葛城）となった。同時期には大和型戦艦改造空母「信濃」も一航戦に編入されるが、同艦は11月29日に米潜水艦の雷撃を受け沈没した。
12月10日、第一航空戦隊司令官は古村啓蔵少将から大林末雄少将（第一機動艦隊・第三艦隊解隊時参謀長）に交代する（古村は翌年1月3日より第二水雷戦隊司令官）。
12月19日には姉妹艦「雲龍」が米潜水艦に撃沈された。

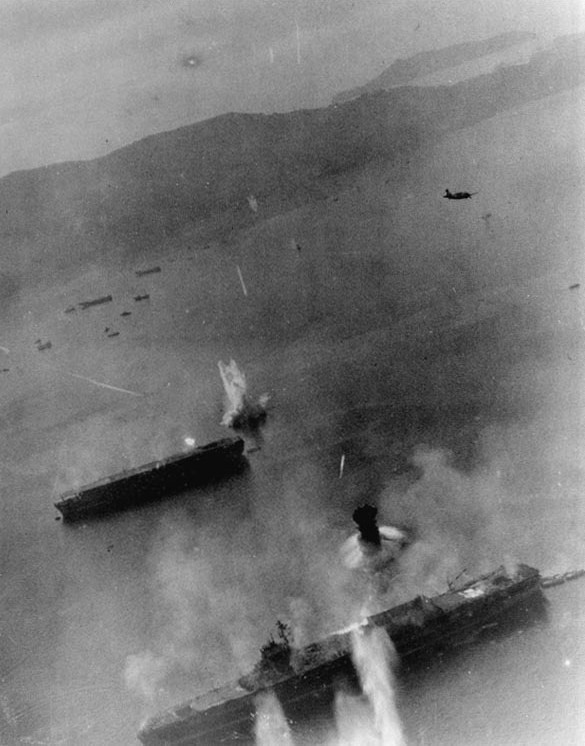
1945年3月19日、呉軍港でアメリカ海軍機の攻撃を受ける葛城。

1945年（昭和20年）2月10日、大林（一航戦司令官）は軍令部出仕となった。
3月19日の呉軍港空襲で「葛城」は空母バンカー・ヒルの攻撃隊10機の反跳爆撃を受け爆弾1発が右舷艦首へ命中、破片で戦死1名・負傷者3名を出した。若干の被害を受けて三ツ子島へ疎開。姉妹艦「天城」と共に係留されることになった。当初は、艦船の迷彩がほどこされていた。すなわち、飛行甲板には緑黒系の縞状迷彩、側面には商船誤認を期待する青系のシルエットの迷彩である。しかし、三ツ子島に係留された2隻（葛城、天城）の場合、そのような迷彩は役に立たず、特別な対空擬装を行っていた。島との間に擬装網をかけ、飛行甲板には家屋や道路を設けるなど島の一部に見せかける方法である。
4月1日、川畑（葛城艦長）は横須賀鎮守府参謀副長へ転任、後任の葛城艦長は伊勢防備隊司令平塚四郎大佐となる（平塚大佐は、吹雪型駆逐艦電初代駆逐艦長、軽巡球磨艦長、空母雲鷹艦長等を歴任）。第二艦隊（司令長官伊藤整一中将）による戦艦大和の沖縄突入作戦では「葛城」が囮艦として随伴することも検討されていたが、実施されなかった。
4月7日、坊ノ岬沖海戦で「大和」と第二水雷戦隊の5隻（矢矧、磯風、浜風、霞、朝霜）が沈没、駆逐艦「涼月」も大破、帝国海軍が決行した最後の大型水上艦による攻撃となった。
もはや大型艦による作戦は燃料不足で実行不可能となり、沈没した2隻（大和、信濃）と健在の「葛城」は第一航空戦隊から除かれる事になった。

### 警備艦

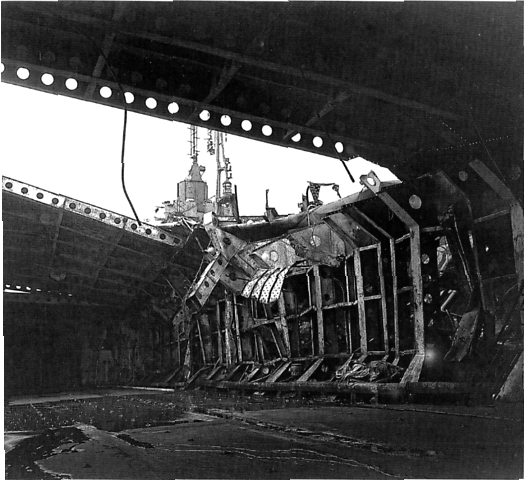
この被弾によって飛行甲板の一部が吹き飛んだ。

日本海軍は4月20日附で残存した大型艦の予備艦指定を発令、空母4隻（隼鷹、天城、龍鳳、鳳翔）も第四予備艦となった。
同日附で平塚（葛城艦長）は天城艦長へ転任、交代で天城艦長の宮嵜俊男大佐が葛城艦長に任命される（宮嵜はアメリカ駐在武官、第五艦隊参謀、第17駆逐隊司令等を歴任）。
6月1日附で各艦（長門、榛名、伊勢、日向、天城、鳳翔、龍鳳）は特殊警備艦に指定された。
7月10日、「葛城」も軽巡洋艦「大淀」、重巡洋艦「利根」と共に特殊警備艦となった。7月24日の空襲では「葛城」の左舷前部に爆弾1発が命中、高角砲員を中心に戦死13名・負傷5名を出したが被害は限定的だった。7月28日の空襲では飛行甲板前部エレベーター後方に爆弾2発が命中、1発が至近弾となった。戦死13、負傷12名を出した。この被弾によって飛行甲板の一部が吹き飛び、また吹き飛ばなかった部分についても弓状に盛り上がった状態となった。被弾したものの致命傷にならなかった本艦に対し、アメリカ軍機の攻撃が集中した「天城」は乗組員の応急措置のまずさも加わって横転沈没した。本艦は機関部などの船体下部や艦橋などには大きな損傷はなく、航行可能な状態で8月15日の終戦を迎える。三ツ子島の周囲では「天城」以外にも航空戦艦「伊勢」、重巡洋艦「青葉」が沈没し、対岸の能美島には空母2隻（龍鳳、鳳翔）が繋留されていた。「龍鳳」は航行可能だったが、飛行甲板と格納庫の損傷が激しく、復員船として用いられることなく解体された。

### 戦後
「葛城」は終戦後の10月20日に除籍され、イギリス軍ら連合国軍による調査と武装解除の後、特別輸送艦（復員輸送船）として使用された。
盛り上がった飛行甲板が崩壊しないように格納庫にはつっかえ棒が設置された。広大な格納庫が、乗船スペースに充てられたが環境は拙劣であり、格納庫への仕切りなどの設置による居住区への改装、それにともなう飛行甲板への通風孔の設置（格納庫には窓がないため）等の改装が行われた。輸送可能人員は約3,000名から5,000名余。被弾のために、膨れ上がった飛行甲板はそのままの状態であった。塗装も変更され、側面に日の丸と「KATSURAGI」の文字が入れられている。「葛城」は特別輸送艦として最大の大きさを持っていた。

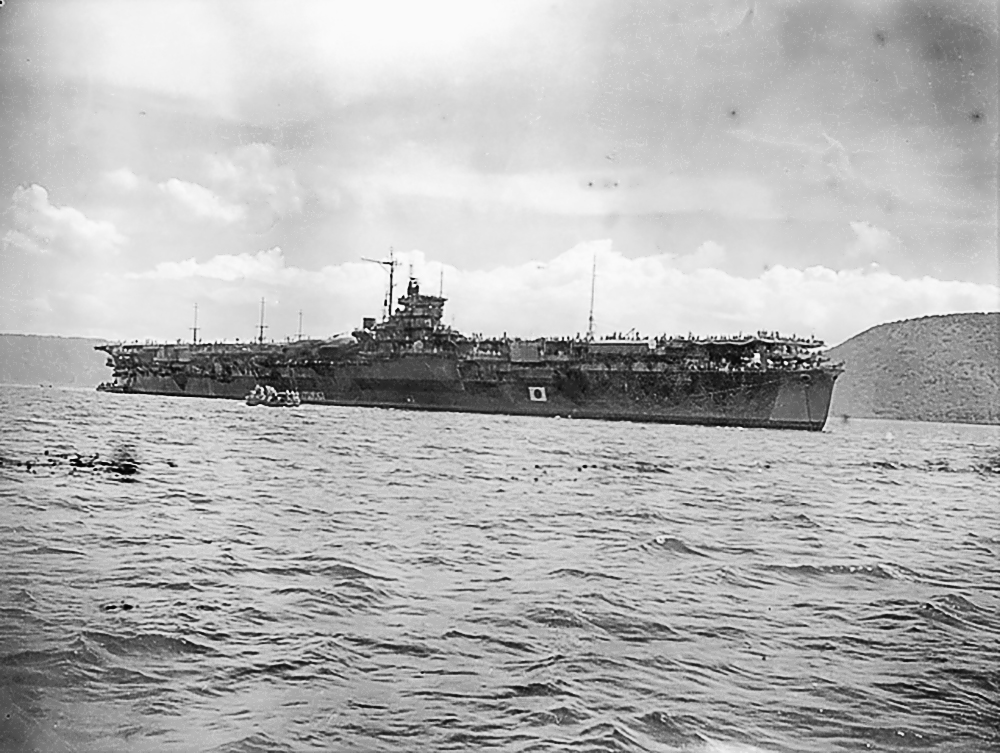
特別輸送艦時、シンプソン港（現パプアニューギニア）での葛城(1946年1月13日)

本艦による復員輸送は第二復員省（旧海軍省）が担当し、1945年（昭和20年）12月から開始された。大型・高速の艦であったために、遠方の南方方面を担当し、南大東島やラバウル、オーストラリア、仏印などを航海した。港湾施設が貧弱な地区においては、縄梯子を利用し、復員兵の乗り組みを行った。ボイラーの予備水の不足から外洋で立ち往生したこともあるという。葛城は約1年の間に8航海、計49,390名の復員者を輸送し、その中には南方慰問中に敗戦となり抑留されていた歌手の藤山一郎もいた。軍艦「葛城」は戦争中殆ど外洋へ出ることもなく瀬戸内海で待機し、戦争終了後の後半1年は復員輸送艦としてラバウルや南洋諸島まで度々航海するという、皮肉な艦歴を持つことになった。
1946年（昭和21年）2月11日、葛城艦長は阿賀野型軽巡洋艦4番艦酒匂艦長大原利通第二復員官に交代（大原大佐は吹雪型駆逐艦磯波駆逐艦長、朝潮型駆逐艦霰初代駆逐艦長、第19駆逐隊司令、軽巡酒匂艤装員長艦長等を歴任）。
7月25日から8月19日まで、戸村清大佐が臨時に葛城艦長を務めたのち、葛城艦長は再び大原大佐に戻った。
11月20日、特別輸送艦の指定を解かれ、12月22日から日立造船桜島工場で解体開始、翌年11月30日に解体完了した。

## 艦長
艤装員長
1. 川畑正治 大佐：1944年（昭和19年）8月15日[41] - 10月15日[45]

艦長
1. 川畑正治 大佐：1944年（昭和19年）10月15日[45] - 1945年（昭和20年）4月1日[62]
2. 平塚四郎 大佐：1945年（昭和20年）4月1日[62] - 4月20日[66]
3. 宮嵜俊男 大佐：1945年（昭和20年）4月20日[66] - 1945年（昭和20年）9月15日[91]、以後10月3日まで艦長を置かず。
4. 宮嵜俊男 大佐/第二復員官：1945年（昭和20年）10月3日[92] - 1946年（昭和21年）2月11日[82]
5. 大原利通 第二復員官/第二復員事務官/復員事務官：1946年（昭和21年）2月11日[82] - 1946年（昭和21年）7月25日[87]
6. （臨時）戸村清 復員事務官：1946年（昭和21年）7月25日[87] - 1946年（昭和21年）8月19日[88]
7. 大原利通 復員事務官：1946年（昭和21年）8月19日[88] - 1946年（昭和21年）11月20日[93]、以後艦長を置かず。